# Ângelo de Sousa
Ângelo César Cardoso de Sousa (Lourenço Marques, Moçambique, 2 de fevereiro de 1938 - Porto, 29 de março de 2011) foi um escultor, pintor, professor e desenhador português.
Autor de uma obra complexa, multifacetada, Ângelo de Sousa destaca-se como um dos artistas marcantes da segunda metade do século XX português. Ao longo das últimas décadas a sua obra foi alvo de importantes mostras individuais em alguns dos mais conceituados espaços expositivos portugueses, nomeadamente no Centro de Arte Moderna José de Azeredo Perdigão, no Museu de Arte Contemporânea (Fundação de Serralves) e no Centro Cultural de Belém.

## Biografia

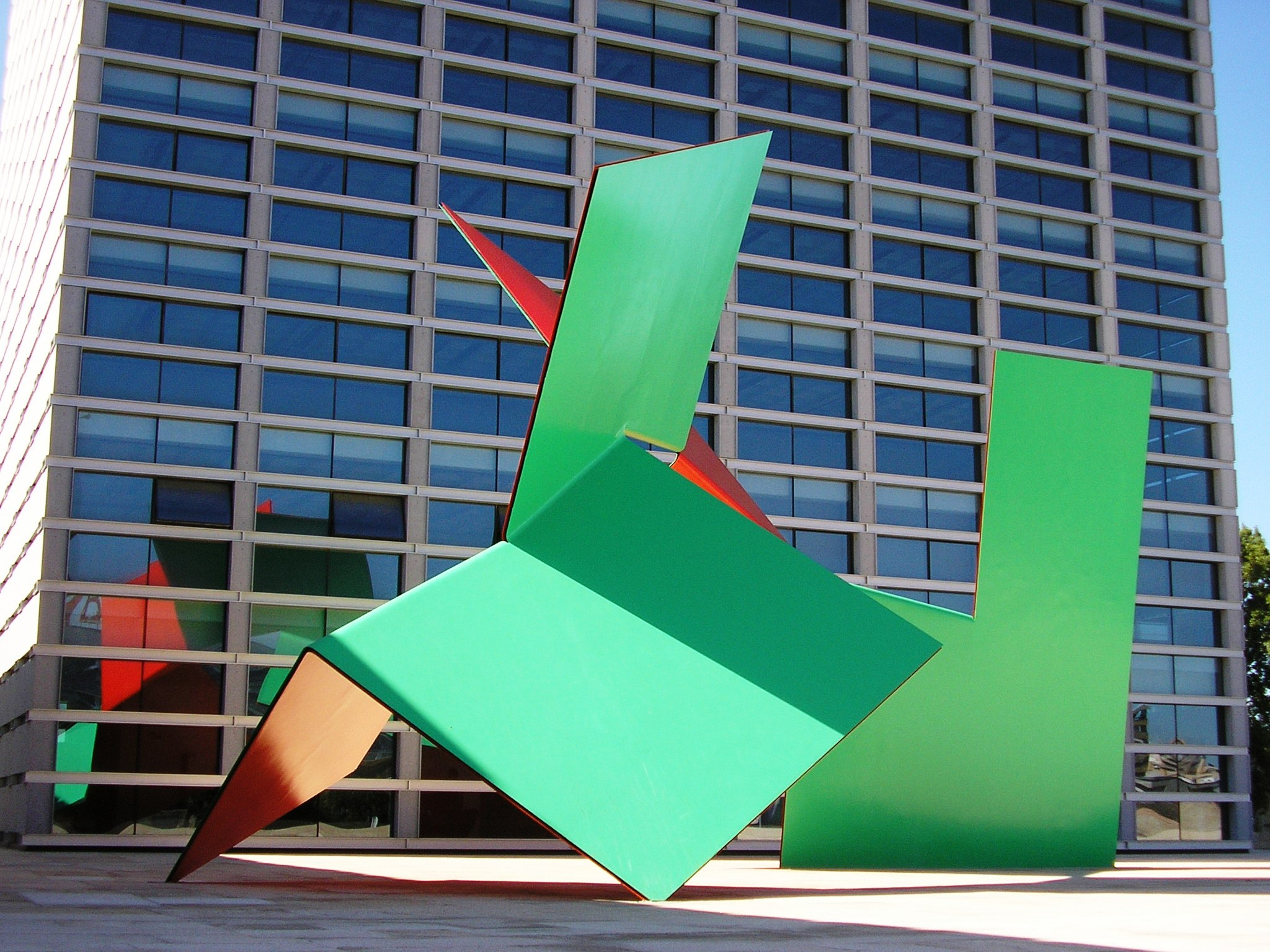
Escultura em ferro, Avenida da Boavista, Porto, comp. 14 m, altura 8 m.

Nascido em Lourenço Marques (atual Maputo), Ângelo de Sousa fixou-se no Porto em 1955. Matriculou-se na Escola de Belas-Artes, licenciando-se em Pintura com a nota máxima de 20 valores (viria por isso a integrar o grupo denominado Os Quatro Vintes, juntamente com Armando Alves, Jorge Pinheiro e José Rodrigues).
Ângelo de Sousa viveu e trabalhou na cidade do Porto. Foi professor na Escola Superior de Belas-Artes (atual Faculdade de Belas-Artes da Universidade do Porto) entre 1962 e 2000, ano em que se jubilou como professor catedrático. Foi bolseiro da Fundação Calouste Gulbenkian e do British Council na Saint Martin's School of Art e na Slade School of Fine Art, Londres (1967, 1968).
Em 1963, foi um dos fundadores da Cooperativa Árvore, instituição de promoção da arte e da cultura, sediada no Porto.
Após uma primeira exposição individual em 1959 (Galeria Divulgação, Porto), a sua obra tem sido apresentada em inúmeras mostras individuais e coletivas, em Portugal e no estrangeiro. Entre as suas exposições individuais podem destacar-se: Sociedade Nacional de Belas Artes, Lisboa (1972); Galeria Quadrum, Lisboa (1975); Centro de Arte Contemporânea, Museu Soares dos Reis, Porto (1976); Galeria Módulo, Porto (1979); Centro Cultural de Belém (1994); Ângelo 1993 - Uma Antológica, primeira exposição antológica (curadoria de Bernardo Pinto de Almeida, autor de obras de referência que incluem algumas das principais entrevistas realizadas ) no Museu de Arte Contemporânea de Serralves (1993); Centro de Arte Moderna José de Azeredo Perdigão (2003, 2006); Galeria EMI - Valentim de Carvalho, Lisboa (1985, 1986, 1990, 1991); Galeria Quadrado Azul Porto (1992, 1995, 1997, 2000, 2001, 2003,  2006, 2007, 2008, 2009); Museu de Arte Contemporânea de Serralves (2001).
Alguns dos seus desenhos ilustram livros de Eugénio de Andrade, Maria Alzira Seixo, Mário Cláudio, Fiama Hasse Pais Brandão, entre muitos outros. Foi galardoado com diversos prémios, entre os quais: Prémio Internacional na 13.ª Bienal de S. Paulo, 1975; Prémio EDP, Pintura, 2000; Prémio Gulbenkian, categoria Arte, Fundação Calouste Gulbenkian, 2007; etc.
Morreu em casa, após prolongada doença oncológica, em 29 de março de 2011

## Obra

Grande geométrico, 1967, acetato de polivinilo sobre platex, 170 x 138 cm

Pondo-se à margem das polémicas neorrealistas ou da figuração / abstração, a obra de Ângelo de Sousa começa a afirmar-se na década de 1960 através de uma nova-figuração atípica, alheia também à retórica da arte pop que então se afirmava internacionalmente, em favor do despojamento do vocabulário formal. Essas pinturas iniciais prolongam a investigação realizada em centenas e centenas de desenhos, onde toma por pretexto "formas ancestrais e quotidianas, simples e comuns, como uma árvore, uma flor, um rosto, um nariz […] mediante o registo rápido e elementar de figurações esquemáticas". Pinturas como Planta, 1962, Ponte, 1964 ou Cavalo, 1965, dão conta deste processo de trabalho, e do seu desejo de utilizar meios mínimos para alcançar efeitos máximos.
Este processo de trabalho, baseado num vasto registo de ideias e ensaios que lhe servem, mais tarde, de matriz para a realização de obras de maior formato, estende-se a toda a obra posterior: "Tenho uma lista enorme [de temáticas], que fiz num quadro", afirmaria o pintor; "tem lá escrita uma série de trinta e tal substantivos, como lírio, flor, planta… […] São temas que podem ser utilizados na pintura ou, eventualmente, na escultura". Na pintura Catálogo de algumas formas ao alcance de toda as mãos, 1970-71, uma obra plena de ironia (onde parece parodiar ao mesmo tempo o idealismo da abstração e a arte conceptual), faz um inventário semelhante onde revisita elementos constitutivos (ponto, linha, cruz, arco, espiral…) de obras anteriores e antecipa configurações futuras.
A partir de 1965-66 expande as explorações formais para a tridimensão, realizando esculturas em chapas de ferro ou de aço recortadas e dobradas, que por vezes pinta numa alternância de cores complementares; e na pintura assistimos a um desvio, já anunciado em obras anteriores, que o leva à abstração, como em Grande geométrico, 1967, onde fixa algumas das bases da pintura por vir.

Sem título, 1968, aço inoxidável

Nos anos seguintes utiliza fitas de aço inoxidável flexível com as quais invade a totalidade do espaço através de "linhas-objetos dispostas nas paredes e no chão ou suspensas no teto"  (como na sua exposição na SNBA, 1972), e cria obras onde os mesmos jogos de tensão, distensão, torção, se conjugam em poderosos efeitos cinéticos (veja-se Sem título, 1968). Ao longo da década de 1970 realiza, paralelamente, filmes experimentais onde capta "grandes planos de chão […] em andamento e em extensão, neste caso, espacial e temporal"; e produz séries fotográficas, nomeadamente de autorretratos, em que "o arrastamento e a desfocagem lhe infligem a disformidade, a anamorfose, a desintegração".
Nas últimas décadas "a simplicidade dos meios técnicos do pintor torna-se então radical […]. Estas pinturas […] são um elogio à pintura e à sua memória, no seu fazer lento e requintado de camadas sobre camadas, […] no seu efeito orgânico de superfícies saturadas nas variações de distribuições e de direções dos múltiplos pigmentos expressivos, onde as linhas geométricas, sugerindo perspetivas, planos, horizontes ou zonamentos instáveis, introduzem acelerações na oscilação espacial". Entre as cores vibráteis de umas telas e as cores atenuadas de outras, "o espaço é aqui dotado de uma mobilidade vital e de uma indeterminação tranquila" (veja-se, por exemplo, Pintura 83-5-15G, 1983).
Nos textos sobre Ângelo de Sousa é frequente a referência a conceitos como "despojamento, economia, nudez estrutural, essencialidade, rigor, vazio espacial, pureza, estilização, vocabulário elementar, despido e mínimo. Estas atribuições permitem que se tenha usado muito a referência ao minimalismo para falar de Ângelo de Sousa . No entanto, o programa minimalista americano nunca foi o seu. [...] Sobre a depuração que pretendia, ficou célebre a frase de Ângelo de Sousa: «Um máximo de efeito com um mínimo de recursos; um máximo de eficácia com um mínimo de esforço; um máximo de presença com um mínimo de gritos".
Sem se fixar num território formal e conceptual único e bem delimitado, ou num meio de expressão singular, a sua obra constitui-se como um vasto repositório de soluções plásticas. "Ângelo opera à maneira de um cientista: recolhe amostras, testa diferentes materiais, cruza matérias, afere reações, tenta compreender aquilo que não sabe. Por outro lado, faz algo mais do que isso […]: descobre coisas, escolhe-as, guarda-as […]. Projeta constantemente, desenha, sabe que aquilo que acolhe terá uma função um dia […]. Ângelo está aberto ao encontro, ao deslumbramento, ao reconhecimento daquilo que é da ordem da alteridade".
A sua inquietação levou-o a percorrer caminhos diversificados, estabelecendo um diálogo produtivo com uma multiplicidade de autores e correntes das vanguardas suas contemporâneas (da post painterly abstraction ao minimalismo ou à arte conceptual); mas fê-lo sem prescindir de uma grande liberdade de manobra. Recusando qualquer alinhamento, o pintor afirmará: "Não tenho nenhum credo perante o qual me sinta obrigado a responder".